# Finkei Pál
Finkei Pál (Szendrőlád, 1820. december 30. – Sárospatak, 1872. december 26.) főgimnáziumi tanár, tankönyvíró.

## Élete
Finkei József bátyja volt, öccsével ugyanazon a helyen tanult; a Teológia és esküdt diákság végeztével a szabadságharcban mint önkéntes vett részt, mire 1850-ben Szikszóra hívták meg gimnáziumi tanárnak, ahol a 3–6. osztályokat egyedül tanította; 1852. július 11. a miskolci református főgymnasium egy újonnan szervezett tanári állását foglalta el, melyet 1855-ben a sárospataki első gimnáziumi osztály tanári hivatalával cserélt fel. Kolerában hunyt el.

## Munkái
- Latin nyelvtan a gymnasium alsó osztálya számára. Sárospatak, 1865. (2. kiadás 1868., 3. k. 1873., 4. és 5. k. 1877., 6. k. 1883., 7. k. 1892. Sárospatak.

A Sárospataki Füzetekben (I. 1857.) magyar fordításban közölte Szilágyi Benjamin István kéziratát: Acta synodi not. A magyar nemzeti zsinat végzései c.